# Marcello Fiasconaro

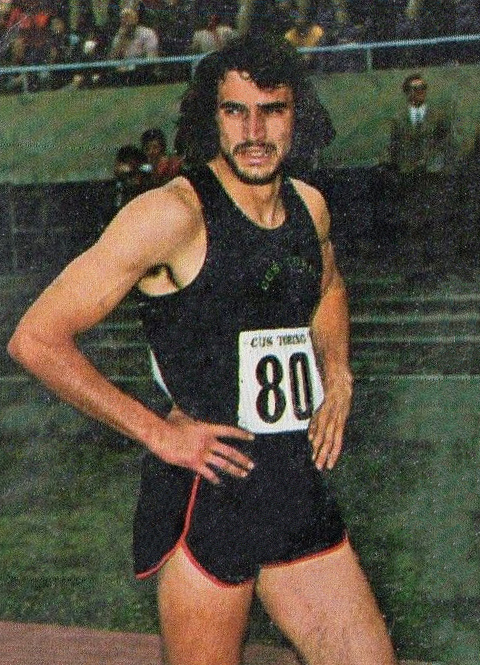
Marcello Fiasconaro (1973)

Marcello Fiasconaro (* 19. Juli 1949 in Kapstadt, Südafrika) ist ein ehemaliger italienischer Sprinter und Mittelstreckenläufer.
Er begann in seiner Jugend mit Rugby, bevor er sich der Leichtathletik zuwandte. Bei den Europameisterschaften 1971 in Helsinki gewann er über 400 Meter Silber und mit der italienischen Mannschaft Bronze in der 4-mal-400-Meter-Staffel.
Am 27. Juni 1973 lief er die 800 Meter in 1:43,7 min und blieb damit als erster Mensch unter 1:44 Minuten. Dieser Weltrekord war zugleich der letzte handgestoppte.
1974 wurde er bei den Europameisterschaften in Rom Sechster über 800 Meter.
Nach einer Reihe von Verletzungen beendete er seine Läuferkarriere. Nach einigen Jahren bei italienischen Rugby-Teams kehrte er nach Südafrika zurück.
Von 1971 bis 1973 wurde er dreimal in Folge italienischer Meister. In der Halle holte er 1972 den nationalen Titel über 400 Meter und 1975 über 800 Meter.

## Persönliche Bestleistungen
- 400 m: 45,49 s, 13. August 1971, Helsinki
  - Halle: 46,1 s, 15. März 1972, Genua
- 800 m: 1:43,7 min, 27. Juni 1973, Mailand